# کوه موس-خایا
کوه موس-خایا (روسی: Мус-Хая) یک کوه در یاقوتستان کشور روسیه است.